# Fernando Almeida
Fernando Almeida Soares (Rio de Janeiro, 21 de maio de 1974 – Rio de Janeiro, 4 de abril de 2004) foi um ator brasileiro.

## Biografia
De família pobre, Fernando iniciou sua carreira como ator em 1980, aos seis anos, na telenovela Olhai os Lírios do Campo.
Em 1984 teve destaque vivendo Gibi, o menino amigo do protagonista Pardal (Tony Ramos), na telenovela global Livre Para Voar. Diferentemente de outros atores com o mesmo perfil, como Fernando Ramos da Silva (de Pixote, a Lei do Mais Fraco), conseguiu trabalhos em outras tramas da emissora, prosseguindo com a carreira artística.
Participou de telenovelas como Vale Tudo (1988) e Lua Cheia de Amor (1991), em papéis de certo destaque, bem como minisséries como Sex Appeal (1993). 
Seu último trabalho na televisão foi na telenovela A Padroeira, em 2001.  
Foi brutalmente assassinado aos 29 anos de idade num ponto de ônibus no bairro carioca de Realengo, na madrugada de 4 de abril de 2004, após um desentendimento na saída de um baile funk.
Foi casado com a atriz Antônia Fontenelle, com quem teve um filho.

## Telenovelas e minisséries
| Ano  | Titulo                   | Personagem          |
| ---- | ------------------------ | ------------------- |
| 1980 | Olhai os Lírios do Campo | Mario               |
| 1984 | Livre para Voar          | Gibi                |
| 1986 | Sinhá Moça               | Tomás               |
| 1987 | O Outro                  | Lico                |
| 1988 | Vale Tudo                | Gildo (Emenergildo) |
| 1990 | Lua Cheia de Amor        | Washington          |
| 1992 | Pedra Sobre Pedra        | Lírio               |
| 1993 | Olho no Olho             | Sebastião           |
| 1996 | O Campeão                | Edilberto           |
| 1997 | Malhação                 | Franklin            |
| 1999 | Vila Madalena            | Alfredo             |
| 2001 | A Padroeira              | Gil                 |

| Ano  | Titulo            | Personagem |
| ---- | ----------------- | ---------- |
| 1999 | Chiquinha Gonzaga | Pedro      |
| 1997 | Por Amor e Ódio   | Alexandre  |
| 1993 | Sex Appeal .      | Tito       |